# Elodie Fulton
Elodie Fulton (Bélgica, 1972) es una arquitecta y gestora cultural franco-chilena.

## Biografía
Elodie Jane Fulton (Glasgow, 1971) es una arquitecta franco-británica que ha desarrollado gran parte de su carrera en Chile. Fundadora de la Feria Internacional de Arte Contemporáneo de Chile (Ch.ACO) en 2009, actualmente se desempeña como su directora, cargo que ocupa desde 2018. Nacida en Escocia, de padre escocés y madre francesa, se crio en Bruselas y desde 1995 ha trabajado en proyectos arquitectónicos y culturales en Chile, destacándose por su impacto en la promoción del arte contemporáneo en el país. 

### Formación académica
Fulton estudió arquitectura en el Instituto Víctor Horta de la Universidad Libre de Bruselas en Bélgica.(1990–1995).  En 1995 se radicó en Chile, donde trabajó en la oficina del arquitecto Mathias Klotz. Posteriormente, realizó la revalidación de su título en la Universidad de Chile (2003–2004). Fue docente de arquitectura en la Pontificia Universidad Católica de Chile, Universidad Diego Portales y la Universidad Federico Santa María.

## Trayectoria profesional

### Arquitectura
Elodie Jane Fulton ha desarrollado múltiples proyectos arquitectónicos, destacando:
- Movistar Arena (Santiago, 2004): Arquitecta del proyecto y gestora del diseño integral del recinto, anteriormente llamado Arena Santiago, con capacidad para 12,000 a 16,000 personas.
- Tienda La Fête: Imagen corporativa y master plan (2006–2007)
- Otros proyectos incluyen:
  - Tienda Panasonic (2006, 150 m²).
  - Galería Juan Pablo Moro (remodelación, 350 m²).
  - Taller Samy Benmayor (2002, 300 m²).
  - Café Tavelli (2003, imagen y arquitectura).
  - Teatro Municipal de Santiago (2003, remodelación, 400 m²).

### Publicaciones y edición
Fulton ha trabajado en la producción editorial de diversas obras y catálogos relacionados con arte contemporáneo, tales como:
- Catálogos Ch.ACO (2009–2025).
- Monografía Juan Pablo Langlois: “De Langlois a Vicuña” (AFA Editions, 2009).
- Correspondencias de Martín Parr.
- Libro de Joaquín Cociña.

### Montajes y direcciones de arte
Su experiencia también abarca montajes y direcciones de arte, entre las que destacan:
- Dirección de arte de la película “Last Call” (Santiago, 1997).
- Montaje de exposiciones fotográficas como Photokontexto (Rodrigo Opazo, 1999) y La Otra Ciudad (Rodrigo Opazo, 2002).
- Dirección de arte de la película “En un lugar de la noche” (1999).

### Docencia y charlas
Fulton ha contribuido al ámbito académico como profesora y expositora en diversas instancias:
- Profesora de Taller de Plástica y Composición en la Universidad Diego Portales (2002–2003).
- Profesora de Taller de Arquitectura en la Pontificia Universidad Católica de Chile.
- Profesora guía en la Bienal de Arquitectura de Róterdam (2003), representando a la Escuela de Arquitectura de la Pontificia Universidad Católica de Chile.
- Expositora en el Festival del Tapatío en Guadalajara, México (2006), en el marco de la celebración del patrimonio de la ciudad y su preservación.

## Chile Arte Contemporáneo Ch.ACO
En 2005, junto a Irene Abujatum, fundó en Santiago la galería de arte AFA. Cuatro años más tarde, junto a Soledad Saieh, Florencia Loewenthal y la propia Abujatum, fundaron Ch.ACO, la Feria Internacional de Arte Contemporáneo de Chile, uno de los eventos artísticos más importantes del país.
Desde 2018, Elodie Jane Fulton es directora de Ch.ACO, la feria internacional de arte contemporáneo más importante de Chile, consolidando su rol como gestora cultural y arquitecta en la escena artística nacional e internacional.